# E!
E!: Entertainment Television (of E!) is een Amerikaanse televisiezender. Vanaf november 2006 is het volledig eigendom van NBC Universal (Comcast Corporation).
De zender staat vooral bekend om de rechtstreekse rode loper verslagen, gepresenteerd door Ryan Seacrest.

## Geschiedenis
E! werd gelanceerd door onder andere Larry Namer op 31 juli 1987 als Movie Time. Drie jaar later, in juni 1990, werd Movie Time hernoemd tot E! Entertainment Television. In november 2006 kocht Comcast Corporation het aandeel van The Walt Disney Company (39,5%) voor 1,23 miljard dollar. E! is beschikbaar voor 88 miljoen Amerikanen en 600 miljoen mensen buiten de Verenigde Staten. In Vlaanderen wordt de zender verdeeld door Telenet en Proximus.

## Internationaal
E! heeft zijn naam en merk in licentie uitgegeven aan regionale kabelnetwerken in bijna alle landen wereldwijd. Dit omvat een internationaal netwerk dat wordt uitgezonden via Nederland dwars door Europa en joint venture zenders in Israël, Argentinië, Brazilië en de rest van Latijns-Amerika.